# Plan ABC (Chypre)
Le plan ABC (également connu sous le nom d'initiative Nimetz) est une proposition de règlement du conflit chypriote, présentée par les États-Unis mais co-rédigée par la Grande-Bretagne et le Canada, d'où l'abréviation ABC (American-British-Canadian). Le règlement est proposé en 1979. Il projette une fédération lâche entre la communauté grecque et la communauté turque de Chypre et est basé sur des accords antérieurs entre les dirigeants chypriotes grecs et turcs, ainsi que sur des résolutions de l'ONU. Il est rejeté par toutes les parties.

## Le plan
Le plan se compose de douze points, selon Eleftherios Michael les plus importants sont :
- La création d'une fédération bizonale et bicommunautaire,
- Une législature bicamérale,
- Le retrait de toutes les troupes étrangères,
- Les Chypriotes turcs devaient rendre aux Chypriotes grecs une quantité substantielle de terres.

Le gouvernement fédéral central serait responsable des Affaires étrangères, de la Défense, des finances et de l'économie, des ports, des contrôles douaniers et de l'immigration.

## Réception et conséquences
Le nouveau président chypriote grec Spyros Kyprianou rejette rapidement le plan, suivi par la Turquie. Même ainsi, l'initiative Nimetz est utilisée par d'autres secrétaires généraux de l'ONU comme base pour de nouveaux plans.